# Унеховский, Антоний
Антоний (Антони) Радогост-Унеховский (пол. Antoni Uniechowski; 23 февраля 1903, Вильно — 23 мая 1976, Варшава) — польский художник, график, иллюстратор, театральный и киносценограф.

## Биография
Представитель польского шляхетского рода герба Остоя.
Воспитывался в имении отца Русиновичи на Минщине. Отец Януш — страстный коллекционер. Его мать Софья была дочерью известного скрипача Михала Ельского и племянницей белорусского писателя и коллекционера А. Ельского. Семья Унеховских владела богатым собранием. Среди прочего в него входили трехметровая турецкая хоругвь малинового цвета, добытая во время боев под Веной, доспехи Радзивиллов, археологические находки, престол (трон) слуцких князей, сделанном из почерневшей слоновой кости и проданный позже Британскому музею в Лондоне и др.
Получил домашнее образование. С 1916 года учился в русской минской гимназии. После революции и прихода большевиков к власти в 1918 году в Минске, родовое имение было реквизировано и семья переселилась в Варшаву. В 1924 году вольным слушателем посещал варшавскую школу изящных искусств.
До 1930 обучался в школе изящных искусств под руководством К. Тихы. Занимался созданием предметов прикладного искусства: проектировал гобелены, оформлял витрины магазинов, кафе, отелей и др. С 1937 — книжной иллюстрацией. Иллюстрировал, среди прочих, произведения Вольтера, А. Мицкевича, Г. Сенкевича, Красицкого, Ю. Словацкого, С. Жеромского, Б. Пруса, Э. Ожешко, Ю. Тувима, А. Прево, А. Дюма, Ф. Бёрнетт, М. Твена, из русских классиков — Пушкина, И. Тургенева, Чехова, Л. Толстого. Создал многочисленные иллюстрации для детской литературы.
После войны в 1945—1956 — постоянный сотрудник еженедельника «Пшекруй», помещал свои рисунки в «Polonia», «Przyjaciółka», «Płomyk», «Płomyczek», «Uroda», «Opinia», «Panorama Północy».
С 1950 — действительный член Союза Польских художников и пластиков. В 1956 дебютировал в качестве сценографа в варшавском Театре Повшехны. Автор 15 театральных, 3-х кино и 5 телевизионных сценографических проектов. Его работы выставлялись на польских и международных сценографических выставках.
Создал несколько десятков афиш театральных спектаклей и кинофильмом, рекламных плакатов, большое количество почтовых открыток.
Умер в Варшаве и похоронен на кладбище Воинские Повонзки.
Известен своими многочисленными ироническими афоризмами в журнале «Пшекруй», например:
- Вакханалия: вечер у твоих соседей, на который тебя не пригласили.
- На друга всегда можно рассчитывать, что в случае чего он рассчитывает на тебя.
- Лекарство от любви: брак.

## Награды
- Рыцарский крест Ордена Возрождения Польши (1955)
- Медаль «10-летие Народной Польши»
- Главная премия Общепольской книжной выставки (1951)
- Вторая премия Общепольской выставки книжной иллюстрации и плаката (1955)
- Первая премия Министра культуры на выставке книг и иллюстраций в честь 15-летия ПНР (1962)
- Серебряная медаль на международной книжной ярмарке (1965) и др.